# Ü
La u con diéresis (Ü, minúscula: ü) es un carácter que representa tanto una letra de varios alfabetos latinos, como una letra U con diéresis (umlaut). La letra es utilizada en español para marcar que se debe pronunciar la /u/ situada entre la G (o C) y la I o E.

## Uso
De una manera similar, la U con umlaut aparece en el alfabeto alemán. Representa el sonido de una vocal cerrada anterior redondeada /y/. 
En idiomas que han adoptado nombres u ortografías alemanas, como es el caso del sueco, la letra también aparece. En éste la letra es llamada tyskt y, que significa y alemana.
En otros idiomas que no tienen esa letra como una letra común de su alfabeto, la Ü es reemplazada por el dígrafo UE.

### Uso en otras lenguas
En otras lenguas contrarariamente la ü sirve para denotar una vocal [y] o semiconsonante palatal [ɥ]:
- En euskera suletino, se designa la letra ü a la sexta vocal del dialecto suletino  que se pronuncia [y].
- En chino estándar, se usa ü para la vocal [y] cuando aparece aislada, y cuando aparece junto a una vocal designa a la aproximante [ɥ] (en cambio estos sonidos [y] y [ɥ] se transcriben simplemente como <u> tras las consonantes j, q, x o y).

En otras lenguas amerindidas la ü puede designar otros sonidos:
- En mapudungun, gününa këna y otras lenguas de América del Sur se usa la ortografía <ü> designa a la vocal cerrada central no redondeada cuyo signo AFI es i.

La Ü también aparece con frecuencia en el húngaro y en las lenguas túrquicas.

### Uso de la Ü (diéresis)

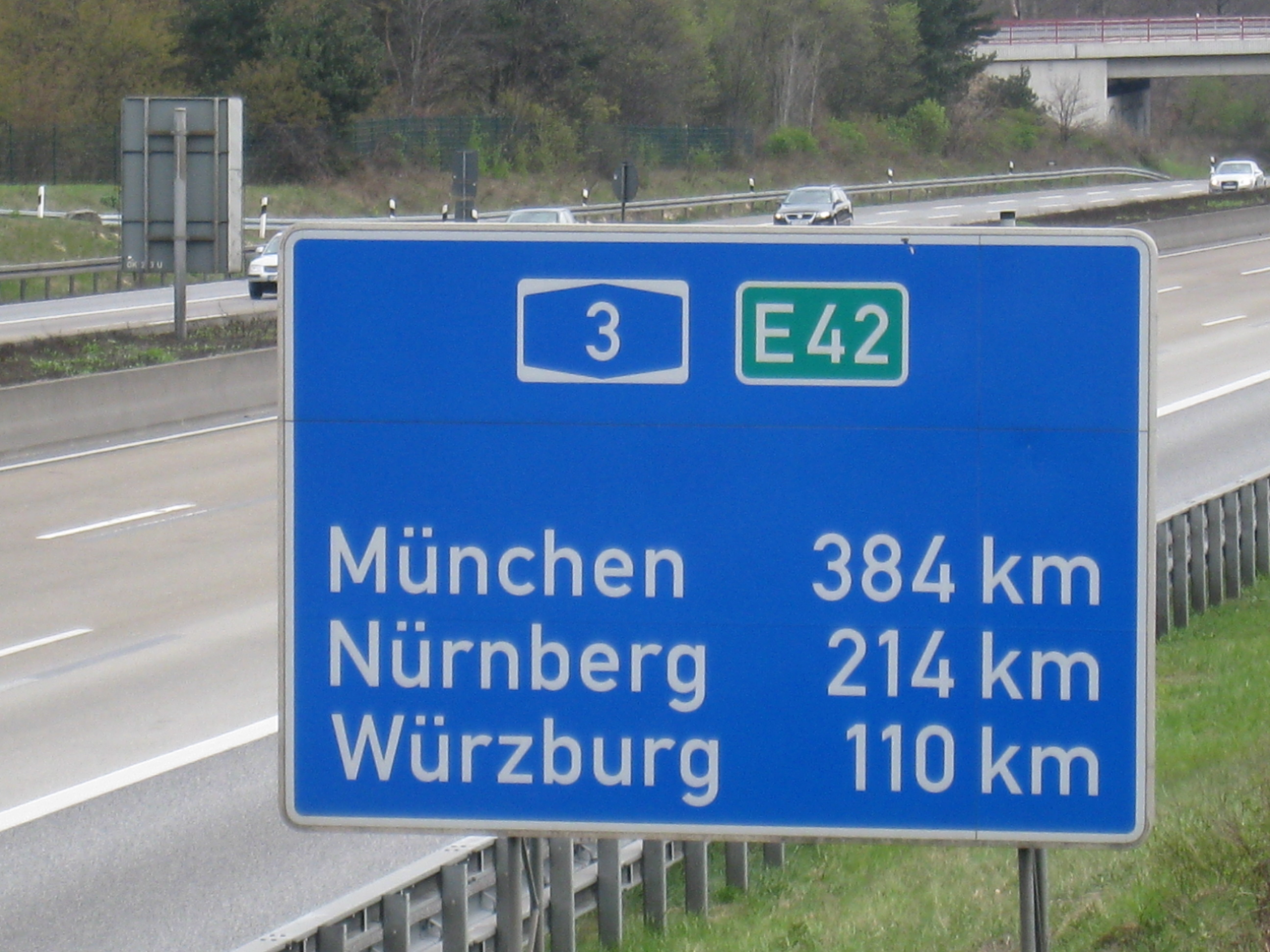
Señal de tráfico alemana con tres nombres de ciudades, cada uno con una "ü".

Algunos idiomas usan diéresis sobre la letra U para mostrar que letra es pronunciada como debe ser, construyendo diptongos:
- En español se usa para distinguir las sílabas GUE y GUI (sonido "g") de GÜE y GÜI (pronunciando la U intermedia), como en antigüedad, vergüenza, pingüino y paragüitas. También se utilizó, en español antiguo (arcaico) para distinguir las sílabas QÜE y QÜI de QUE y QUI. Por ejemplo: qüestionario, qüidado (hoy cuestionario, cuidado).
- En catalán, la diéresis es usada de la misma manera que era en el portugués brasileño, tanto con la G como con la Q, por ejemplo en la palabra pingüins (pingüinos) o qüestió (cuestión). En catalán también se usa la diéresis para romper el diptongo: reüll (reojo).
- En francés la diéresis aparece sobre la E, la I, la U y la Y en algunas palabras, como en capharnaüm, crapaüter, maïs, caïd, amuïr, ouïr, aiguë o aigüe, exiguë o exigüe, ambiguë o ambigüe, gageüre, Noël, etc.
- En gallego se usa como en castellano para distinguir las sílabas GUE y GUI, de GÜE y GÜI como en antigüidade, pingüino y bilingüismo. Aunque en gallego no existen las sílabas GE y GI, las sílabas GUE, GUI, GÜE y GÜI se mantienen igual que castellano.
- En portugués brasileño, las combinaciones GUE y GUI se pronuncian /ge/, /gi/ (la U silente es usada para mantener el sonido /g/); pero GÜE y GÜI significaban /gwe/, /gwi/, como en pingüim (pingüino), agüentar (aguantar); Ü también aparecía en la sílaba QÜE: conseqüência (consecuencia), y en QÜI como en qüinqüênio (quinquenio). Después del Acuerdo Ortográfico de 1990, se ha abolido la utilización de la diéresis en todas las variedades del portugués.

## Tipografía

Johann Martin Schleyer propuso en Volapük una forma alternativa para Ü, pero raramente es usado.

Historicámente la letra Ü y U con diéresis eran escritas con dos puntos encima de la letra. La U con umlaut era escrita como una U con una pequeña e encima, que fue degenerando en dos barras verticales. Estas barras se convirtieron después en puntos. 
En la tipografía moderna no existía suficiente espacio en las máquinas de escribir y posteriormente en los teclados de las computadores para representar una Ü y una U con barras. Puesto que parecían casi idénticos los dos caracteres se combinaron, que también fue realizado en la codificación de caracteres de los ordenadores como ISO 8859-1. Como consecuencia de ello no había manera de diferenciar entre los caracteres diferentes. Si bien Unicode, teóricamente, proporciona una solución, esto casi nunca se utiliza.
En todo caso, al no existir la posibilidad de escribir la letra con el umlaut alemán, se procede a sustituir la ü por ue o por la "u" simple. Esto sucedía con frecuencia cuando se redactaban escritos con máquina de escribir.
En Windows, uno puede presionar la tecla Alt+0220 o Alt+154 para obtener una Ü en mayúscula. Para obtener la ü en minúscula se presiona Alt+0252 o Alt+129. Los teclados compatibles disponen además de una tecla especial para la diéresis ¨ (a la derecha de la Ñ en la configuración española o a la derecha de la P en la distribución latinoamericana), de forma que al pulsarla antes de la tecla U realiza la combinación de ambas para lograr la letra compuesta.
En Mac OS, uno puede presionar Alt+U para obtener esta letra.
Los softwares de reconocimiento óptico de caracteres pueden de vez en cuando ver esta letra como ii.

## Unicode
En Unicode, la mayúscula Ü está codificada en U+00DC y la minúscula ü está codificada en U+00FC.
| Carácter      | Ü                                     | Ü                                     | ü                                   | ü                                   |
| ------------- | ------------------------------------- | ------------------------------------- | ----------------------------------- | ----------------------------------- |
| Unicode       | LATIN CAPITAL LETTER U WITH DIAERESIS | LATIN CAPITAL LETTER U WITH DIAERESIS | LATIN SMALL LETTER U WITH DIAERESIS | LATIN SMALL LETTER U WITH DIAERESIS |
| Codificación  | decimal                               | hex                                   | decimal                             | hex                                 |
| Unicode       | 220                                   | U+00DC                                | 252                                 | U+00FC                              |
| UTF-8         | 195 156                               | C3 9C                                 | 195 188                             | C3 BC                               |
| Ref. numérica | &#220;                                | &#xDC;                                | &#252;                              | &#xFC;                              |
| Ref. entidad  | &Uuml;                                | &Uuml;                                | &uuml;                              | &uuml;                              |